# Pierścienie Newtona

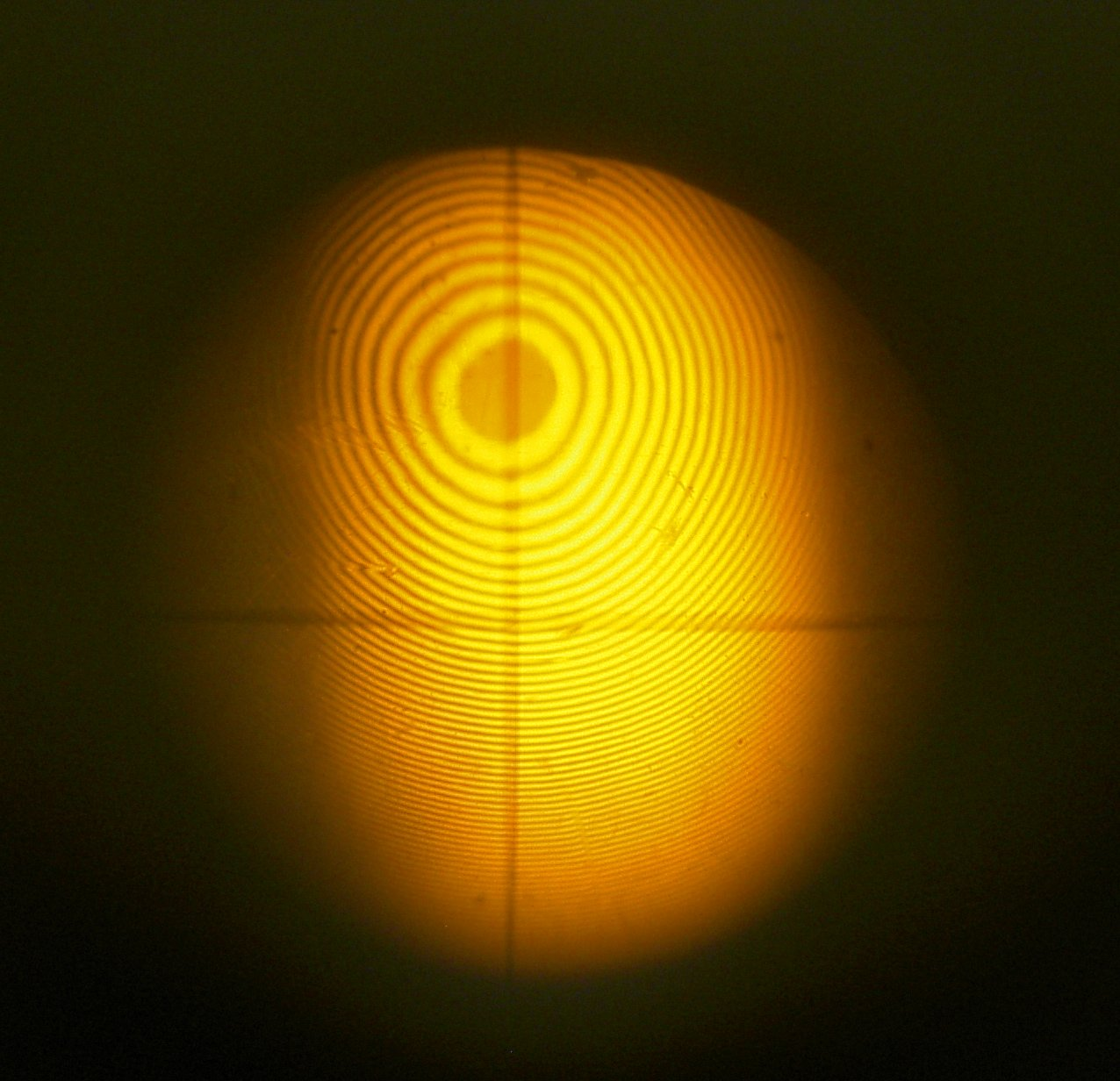
Pierścienie Newtona

Układ do obserwacji pierścieni

Pierścienie Newtona – zjawisko optyczne polegające na powstawaniu prążków interferencyjnych w kształcie pierścieni, w świetle przechodzącym jak i odbitym, przechodzącym poprzez cienkie warstwy w pobliżu styku powierzchni wypukłej i płaskiej rozdzielonych substancją o innym niż stykające się współczynniku załamania. Dla światła białego powstają wielobarwne prążki, dla monochromatycznego – jasne i ciemne prążki. 
Zjawisko jako pierwszy obserwowali Robert Boyle w 1663 roku. W 1665 r. zjawisko to opisuje Robert Hooke w publikacji Micrographia, w której przedstawia światło jako rodzaj drgań i krytykuje korpuskularne teorie światła. W tym samym czasie badał je Isaac Newton, dzięki odkryciu, tego że światło białe składa się z różnych barw, używając światła monochromatycznego i precyzyjnych pomiarów określił wzory na serie promieni. Tłumaczenie Newtona zostało skrytykowane przez Hooka, co doprowadziło do konfliktu między nimi.  
Występowanie pierścieni Newtona jest szczególnie dokuczliwe w DTP podczas skanowania materiałów transparentnych, gdyż w wynikowych plikach graficznych obraz tych prążków jest szczególnie trudny do usunięcia. W celu uniknięcia tego zjawiska stosuje się skanowanie materiałów transparentnych przyklejonych specjalnymi środkami bezpośrednio do płyty lub cylindra skanera, wprowadza się olej w miejsce szpary powietrznej, umieszcza w specjalnych kopertach, z których następnie powietrze jest odsysane lub też umieszcza w specjalnych ramkach zapewniających odpowiednio dużą warstwę powietrza względem sąsiednich elementów skanera.